# Like That (未來小子、都會小子和肯卓克·拉瑪歌曲)
〈Like That〉是美國饒舌歌手未來小子和音樂製作人都會小子與饒舌歌手肯卓克·拉瑪合作的一首歌曲，作為他們聯合專輯《We Don't Trust You》的第三支也是最後一支單曲，於2024年3月26日發行。
歌曲由都會小子製作，並由三位藝術家共同創作，並包含了 Rodney-O & Joe Cooley在1986年的歌曲〈Everlasting Bass〉的取樣，以及Eazy-E在1989年的單曲〈Eazy-Duz-It〉和蜜雪兒·丹妮絲·杜桑的聲音取樣。2024年4月20日，肯伊·威斯特推出由和Ty Dolla $ign合作的混音版本。
作為一首陷阱和硬蕊嘻哈風格的歌曲，〈Like That〉獲得音樂評論家的好評，特別讚揚了拉瑪的表現及都會小子的製作。歌曲因拉瑪的一段針對德雷克和傑寇的公開不合而引發廣泛關注。商業上，〈Like That〉空降 Billboard Hot 100等榜單冠軍，成為未來小子和拉瑪的第三首 Hot 100 冠軍單曲，並在歐洲及大洋洲多國進入排行榜前十名。

## 背景
2023年10月6日，德雷克發行了與傑寇合作的歌曲〈First Person Shooter〉，傑寇在歌詞中將兩人與肯卓克·拉瑪並列為「嘻哈界三巨頭」，引發拉瑪的不齒。
音樂製作人都會小子宣布將與未來小子展開合作，並於2023年發布新專輯。專輯於2024年Rolling Loud California 音樂節中進行預告，並於同年3月22日正式發行。

## 音樂與歌詞
〈Like That〉是一首節奏輕快的陷阱音樂與硬核嘻哈歌曲，以快速且獨具南方特色的打擊樂及具有威脅感的低音線為主。歌曲取樣了 Rodney-O & Joe Cooley 的〈Everlasting Bass〉與Eazy-E的〈Eazy-Duz-It〉。
歌詞方面，拉瑪在驚喜登場的片段中直接回應了〈First Person Shooter〉，表示拒絕傑寇將他、德雷克與自己並列為「嘻哈三巨頭」的說法，聲稱自己獨占巔峰。拉瑪在歌詞中將自己與德雷克的競爭比作王子與麥可·傑克森的恩怨。

## 混音版本
2024年4月21日，肯伊·威斯特與Ty Dolla $ign合作的〈Like That Remix〉於威斯特的YouTube 頻道發布。儘管混音版移除了拉瑪的部分，威斯特在這個混音版本的開頭與部分歌詞中聲援了拉瑪並批評了德瑞克與傑寇。

## 反應
2024年4月5日，傑寇在其混音带《Might Delete Later》中发布了一首针对肯德里克·拉马尔（Kendrick Lamar）的Diss曲目《7 Minute Drill》。 兩天後，傑寇向拉瑪公开道歉，並在同一週內將該曲目從所有串流平台下架。
2024年4月13日，一首由德雷克的Diss曲目在社交媒體上外泄，暫名為《Push Ups》或《Drop and Give Me 50》。該曲目針對未來小子、都會小子、拉瑪、威肯和里克·罗斯。4月19日，德雷克正式发布了這首曲子，命名為《Push Ups》。
同一天，德雷克在其Instagram和Twitter上发布了另一首針對拉瑪的Diss曲目，名為《Taylor Made Freestyle》。該曲目包含圖帕克·夏庫爾和史奴比狗狗的AI人聲，以及提及泰勒絲當日發行專輯《折磨詩人俱樂部》以諷刺拉瑪與泰勒絲先前的合作關係。由於圖帕克遗产管理机构威胁对未经授权使用已故艺人的AI人声提起诉讼，该曲目随后从德雷克的社交媒体上被删除，並且從未被正式發布。